# انوویل
انوویل (به فرانسوی: Anvéville) یک کمون در فرانسه است که در canton of Ourville-en-Caux واقع شده‌است. انوویل ۴٫۲۳ کیلومتر مربع مساحت دارد ۱۱۵ متر بالاتر از سطح دریا واقع شده‌است.